# タピオカガエル属
タピオカガエル属（Lepidobatrachus）は、両生綱無尾目ユビナガガエル科に属する。

## 分布
南アメリカ大陸

## 形態
最大種はマルメタピオカガエルで体長11-12cm。体形は扁平。
頭部は大型で、眼は背面に上向きにある。後肢には鋤状の突起があり泥に潜るのに適している。
幼生は扁平で、成体と同じような口器を持つ。

## 生態
川沿いの沼や潟に生息する。外敵に襲われると体を膨らませて威嚇し、噛み付く。乾季になり水がなくなると泥で繭を作り休眠する。
食性は動物食で、昆虫類、甲殻類、魚類、両生類等を食べる。
繁殖形態は卵生で、雨季に卵を産む。

## 分類
キメアラタピオカガエルは残り2種の種間雑種とする説もある。
- Lepidobatrachus asper　キメアラタピオカガエル（英語版）
- Lepidobatrachus laevis　マルメタピオカガエル
- Lepidobatrachus llanensis　ネコメタピオカガエル（英語版）

## 人間との関係
本属の構成種の総称として、本属の記載者Samuel Budgettに由来するバジェットフロッグと呼ばれることもある。
ペットとして飼育されることがあり、日本にも輸入されている。主にマルメタピオカガエルが流通する。完全水生種なのである程度水深のあるアクアリウムかベアタンクで飼育される。